# Городищенское (озеро, Печорский район)
Городи́щенское — озеро в Печорском районе Псковской области. Расположено рядом с селом Изборск.
Площадь — 0,119 км² (11,9 га). Максимальная глубина — 5,75 метра, средняя глубина — 2,1 метра.
Находится у подножия высокого холма, на котором стоит Изборская крепость, наряду с которой озеро является одной из главных достопримечательностей Изборска.
На берегу Городищенского озера находится Изборское (Труворово) городище.
Через систему проток, небольших озёр и речек, Городищенское озеро имеет выход к Псковскому озеру и до развития и усиления роли Пскова как средневекового центра западных славянских земель имело большое значение, служа торговым и военным путём из Изборска в Балтику.
Особенную известность получило благодаря каскаду ключей, истекающих из крутого западного берега. Берега озера по большей части заболочены. Акватория является пристанищем для множества водоплавающих птиц, в том числе лебедей.

## Галерея
- Весеннее утро на берегу Городищенского озера
- Утро на озере
- Утро в долине у озера
- Долина реки Сходница у озера